# Conselleria de Presidència de la Generalitat Valenciana
La Conselleria de Presidència de la Generalitat Valenciana ha estat un departament o conselleria del Consell de la Generalitat Valenciana actiu en diversos períodes de l'etapa preautonòmica i autonòmica de la Generalitat Valenciana i que en l'actual legislatura (X Legislatura) no compta amb estructura pròpia.
La conselleria ha coordinat entre d'altres les competències en matèria de secretariat del Consell, relacions amb les Corts, representació i defensa en judici i assessorament en dret de la Generalitat, administració local i participació ciutadana.
El Palau de Castellfort, situat a escassos metres del Palau de la Generalitat, ha estat la seu de la conselleria.

## Llista de Consellers
| Legislatura              | Inici                  | Finalització               | Nom                             | Partit      |
| ------------------------ | ---------------------- | -------------------------- | ------------------------------- | ----------- |
| Preautonomia (1978-1983) |                        |                            |                                 |             |
| 10 d'abril de 1978       | 15 de setembre de 1981 | No existeix                | No existeix                     |             |
| 15 de setembre de 1981   | 1 de desembre de 1982  | Josep Lluís Sorribes i Mur | UCD                             |             |
| 1 de desembre de 1982    | 28 de juny de 1983     | No existeix                | No existeix                     |             |
| I (1983-1987)            |                        |                            |                                 |             |
| 28 de juny de 1983       | 24 de juliol de 1985   | Rafael Blasco Castany      | PSPV                            |             |
| 24 de juliol de 1985     | 27 de juliol de 1987   | No existeix                | No existeix                     |             |
| II (1987-1991)           | 27 de juliol de 1987   | 16 de juliol de 1991       | No existeix                     | No existeix |
| III (1991-1995)          | 16 de juliol de 1991   | 6 de juliol de 1995        | No existeix                     | No existeix |
| IV (1995-1999)           | 6 de juliol de 1995    | 23 de juliol de 1999       | José Joaquín Ripoll Serrano     | PP          |
| V (1999-2003)            | 23 de juliol de 1999   | 21 de juny de 2003         | No existeix                     | No existeix |
| VI (2003-2007)           | 21 de juny de 2003     | 27 d'agost de 2004         | Alejandro Font de Mora Turón    | PP          |
| VI (2003-2007)           | 27 d'agost de 2004     | 29 de juny de 2007         | No existeix                     | No existeix |
| VII (2007-2011)          | 29 de juny de 2007     | 31 d'agost de 2009         | Vicente Rambla Momplet          | PP          |
| VII (2007-2011)          | 31 d'agost de 2009     | 22 de juny de 2011         | No existeix                     | No existeix |
| VIII (2011-2015)         | 22 de juny de 2011     | 2 de gener de 2012         | Paula Sánchez de León Guardiola | PP          |
| VIII (2011-2015)         | 2 de gener de 2012     | 26 de juny de 2015         | José Císcar Bolufer             | PP          |
| IX (2015-2019)           | 29 de juny de 2015     | 16 de juny de 2019         | No existeix                     | No existeix |
| X (2019-2023)            | 17 de juny de 2019     | Actualitat                 | No existeix                     | No existeix |